# 2015 في البرتغال
فيما يلي قوائم الأحداث التي وقعت خلال عام 2015 في البرتغال.

## سياسة

### تعيين في المنصب
- 23 أكتوبر – أنطونيو كوستا عضو مجلس الجمهورية  [لغات أخرى]‏،رئيس وزراء البرتغال.

### انتهاء فترة المنصب
- 6 أبريل – أنطونيو كوستا عمدة لشبونة  [لغات أخرى]‏.

## رياضة
- 9 أغسطس – فولتا البرتغال 2015 الفائزون Alexey Rybalkin [الإنجليزية]‏، Bruno Silva (cyclist) [الإنجليزية]‏، غوستافو سيزار، اليخاندرو مارك، W52-Quinta da Lixa 2015  [لغات أخرى]‏، جوني برانداو.

## وفيات

### أبريل
- 2 أبريل – مانويل دي أوليفيرا (مواليد 1908) مخرج أفلام برتغالي.[1]

### مايو
- 26 مايو – جواو لوكاس (مواليد 1979) لاعب كرة قدم برتغالي.

### يوليو
- 7 يوليو – ماريا باروسو (مواليد 1925) ممثلة برتغالية.[2]